# Cassiope mertensiana
Cassiope mertensiana är en ljungväxtart som först beskrevs av August Gustav Heinrich von Bongard, och fick sitt nu gällande namn av David Don. Cassiope mertensiana ingår i släktet kantljungssläktet, och familjen ljungväxter. Utöver nominatformen finns också underarten C. m. gracilis.

## Bildgalleri

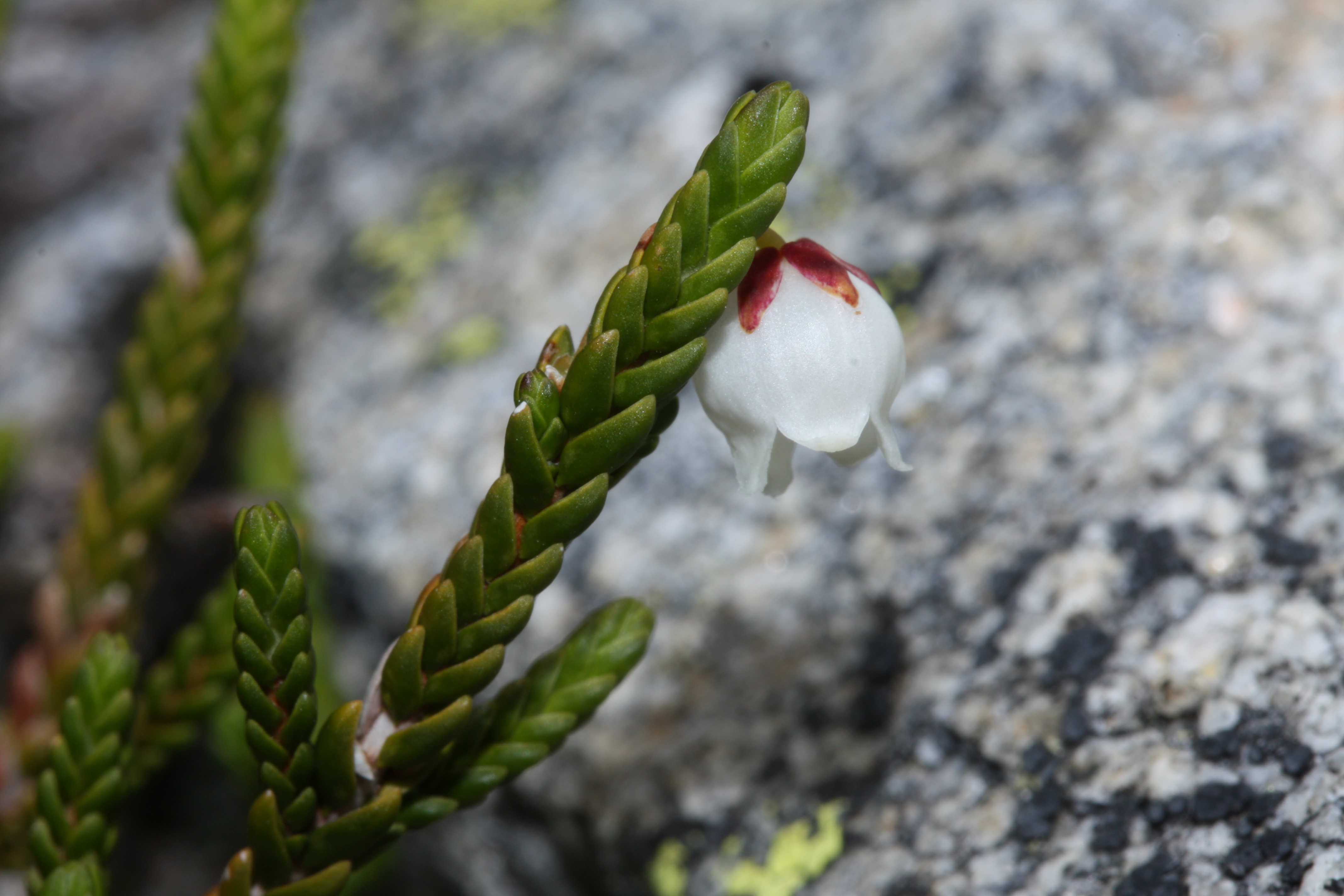
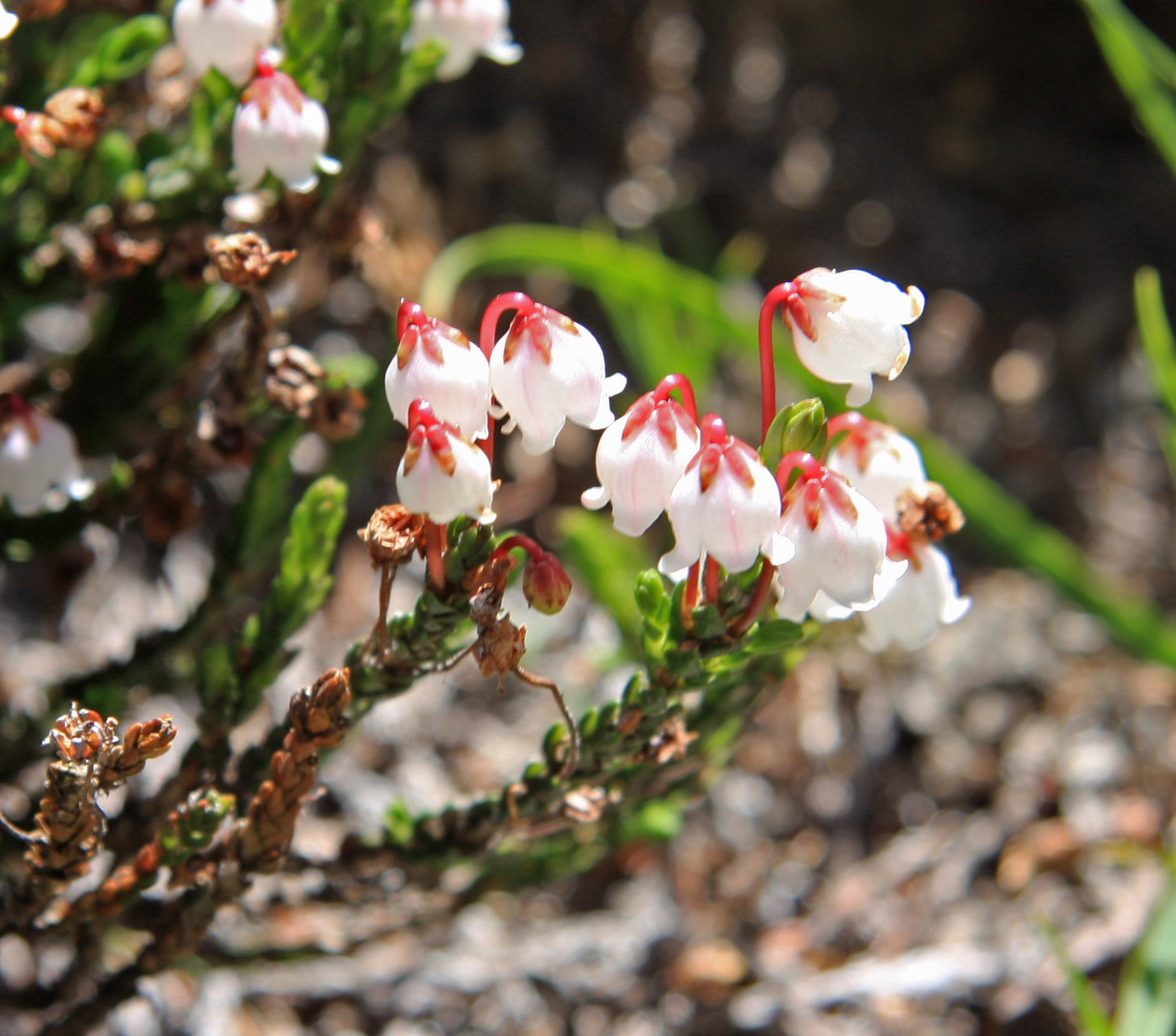
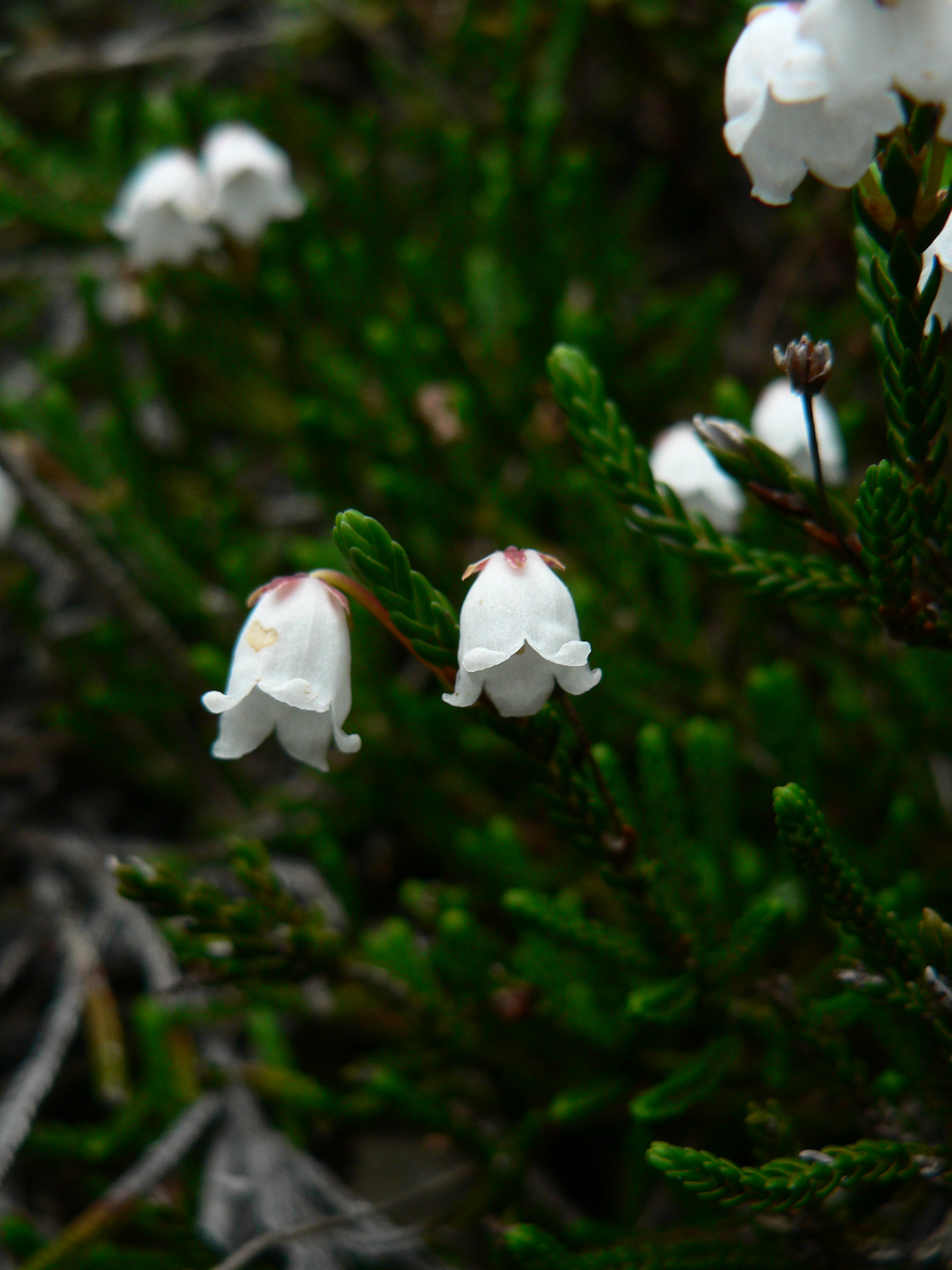